# 4e régiment de dragons
Das 4e régiment de dragons (dt.: 4. Dragonerregiment) war ein Verband des Französischen Heeres, der ursprünglich 1667 als Kavallerieregiment „Beaupré“ unter König Ludwig XIV. aufgestellt worden war und zuletzt zur Arme blindée et cavalerie gehörte.

## Aufstellung und Namensänderungen in chronologischer Reihenfolge
- 1667: Aufstellung des Regiments Beaupré cavalerie
- 1684 : Umbenennung in Chartres cavalerie
- 1724 : Umbenennung in Clermont-Prince cavalerie
- 1771 : Umbenennung in Marche-Prince cavalerie
- 1776 : Umbenennung in Conti dragons
- 1791 : Umbenennung in 2e régiment de dragons
- 1814 : Umbenennung in 2e régiment de dragons de la Reine
- 1815 : Umbenennung in 4e régiment de dragons
- 1815 : Auflösung des Regiments
- 1816 : Wiederaufstellung unter dem Namen Régiment des dragons de la Gironde
- 1825 : Umbenennung in 4e régiment de dragons
- 1926 : Auflösung
- 1929 : Wiederaufstellung als Teil der 4e groupe de chasseurs cyclistes (4. Gruppe radfahrender Jäger).
- 1935 : Umgliederung in das 4e régiment de dragons portés (4. verstärktes Dragonerregiment)[2]
- 1940 : Auflösung
- 1947 : Wiederaufstellung als 4e régiment de dragons portés
- 1948 : Umgliederung in das 4e régiment de dragons portés
- 1950 : Umgliederung in das 4e régiment de dragons
- 1954 : Auflösung
- 1955 : Aufstellung als 4e régiment de dragons
- 1962 : Auflösung
- 1968 : Aufstellung als 4e régiment de dragons
- 1990 : Umgliederung in: Groupe d'escadrons 4e régiment de dragons
- 1994 : Auflösung.
- Am 27. Juli 2009 wurde das Regiment aus dem Personal und den Beständen des aufgelösten Kürassierregiments 1-11 in Carpiagne neu aufgestellt.
- 2014 : Das Regiment wurde am 1. Juli  aufgelöst[3][4][5]

## Regimentskommandanten
Mestre de camp war bis 1791 die Rangbezeichnung für den Regimentsinhaber und/oder den tatsächlichen Kommandanten eines Kavallerieregiments. (Von 1791 ab wurde der Rang Mestre de camp durch Colonel und dieser von 1793 bis 1803 durch Chef de brigade ersetzt. Danach hieß es wieder Colonel.) Sollte es sich bei dem Mestre de camp um eine Person des Hochadels handeln, die an der Führung des Regiments kein Interesse hatte (oder zu unerfahren war) so wurde das Kommando dem „Mestre de camp lieutenant“ (oder „Mestre de camp en second“) überlassen. Ab 1791 gab es keine Regimentsinhaber mehr.
- 1773–1781: Mestre de camp  Jean Baptiste Camille de Canclaux
- 1800: Chef de Brigade Pierre Watier
- 1809–1811: Colonel Pierre Joseph Farine du Creux
- 1811–1814: Colonel Jean-Baptiste Bouquerot des Essarts
- 1914: Colonel de Mareuil
- 1914: Colonel Dolfus
- 1914–1915: Commandant Oré
- 1915–1918: Lieutenant-colonel de la Font
- 1956–1958: Colonel de Maupeou
- 1958–1960: Colonel de Sevelinges
- 1960–1962: Colonel Dumas
- 1962: Colonel Rapenne
- 1968–1970 Colonel Mercier
- 1970–1972 Colonel Caulery
- 1972–1974 Colonel Robert
- 1974–1976 Colonel Duquesne
- 1976–1978 Colonel Chavanat
- 1978–1979 Colonel de Rolland
- 1979–1981 Colonel Maes
- 1981–1983 Colonel Carlier
- 1983–1985 Colonel Petit de Bantel
- 1985–1987 Colonel Choué de la Mettrie
- 1987–1989 Colonel Hablot
- 1989–1990 Colonel Gallineau
- 1990–1992 Colonel Bourret
- 1992–1994 Colonel Marchand
- 2009–2011 Colonel du Breil de Pontbriand
- 2011–2013 Colonel Baudouin
- 2013–2014 Lieutenant colonel Le Carff

## Gefechtskalender

### Ancien Régime
- Holländischer Krieg (1672–1678)
- Pfälzischer Erbfolgekrieg (1689–1697)
- Spanischer Erbfolgekrieg (1701–1713)
- Krieg der Quadrupelallianz  (1719)
- Polnischer Erbfolgekrieg (1733–1736)
- Österreichischer Erbfolgekrieg (1740–1748)
- Siebenjähriger Krieg (1756–1763)

### Revolutionskriege und Kriege des Ersten Kaiserreichs
- 1792

Kanonade bei Valmy, Abgeordnet zur Armée de la Moselle – Feldzug nach Trier
- 1793

Zweite Schlacht bei Weißenburg
- 1794

Schlacht bei Aldenhoven
- 1796

Abgeordnet zu Rhein- und Moselarmee – Schlacht bei Biberach

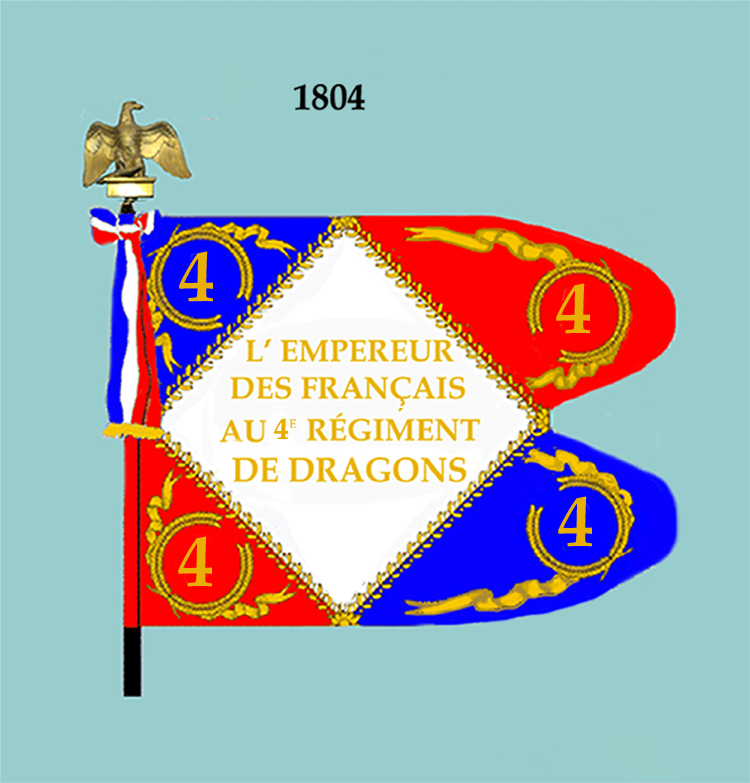
Standarte Modell 1804 Vorderseite
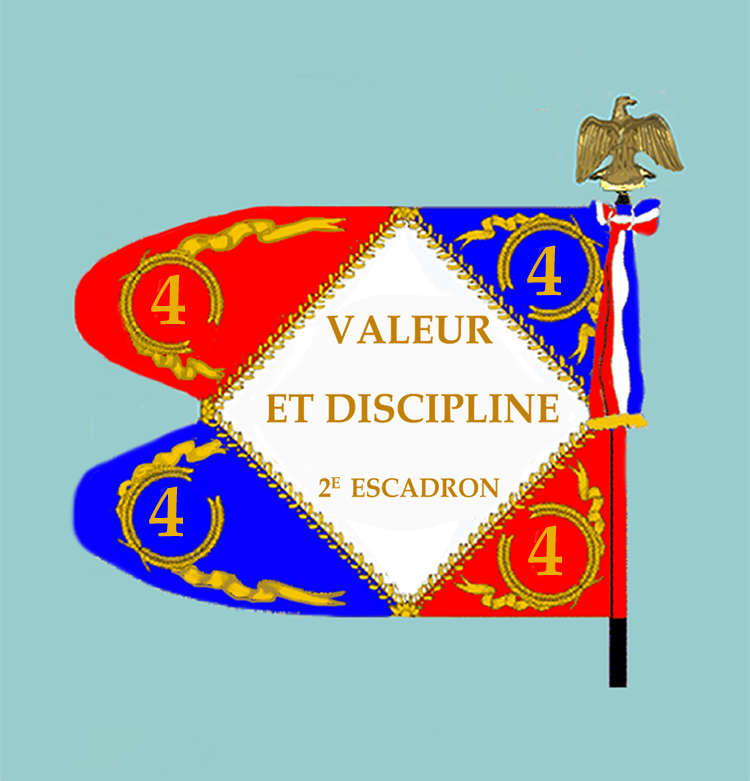
Standarte Modell 1804 Rückseite

- 1805: Feldzug nach Österreich

Schlacht bei Ulm, Schlacht bei Austerlitz
- 1806 : Feldzug gegen Preußen und Polen

Schlacht bei Pułtusk
- 1807 : Feldzug gegen Preußen und Polen

Schlacht bei Eylau
- 1809: Spanischer Unabhängigkeitskrieg

Schlacht bei Talavera, Gefecht bei Alcantara
- 1811

Belagerung von Badajoz, Schlacht bei La Albuera
- 1813 : Feldzug in Deutschland

Völkerschlacht bei Leipzig
- 1814 : Feldzug in Frankreich

Schlacht bei Bar-sur-Aube, Gefecht bei Mormant

### 1815–1848
Während der Ersten Restauration führte die Einheit den Namen „2e régiment des dragons de la Reine“ (2. Regiment Königin-Dragoner) um dann während der Herrschaft der Hundert Tage wieder seinen vorherigen Namen zu erhalten. Teilnahme an der Schlacht bei Waterloo. Nach der Abdankung Napoleons wurde es zum „Régiment des dragons de la Gironde“ (Regiment Gironde-Dragoner), um im Jahre 1825 wieder zum „4e régiment de dragons“ zu werden.

### Zweites Kaiserreich
Während des Zweiten Kaiserreichs war das Regiment bis 1870 in keine Kampfhandlungen verwickelt.

### 1870–1914
Im Deutsch-Französischen Krieg war das Regiment bei der „Armée de la Loire“ (Loire-Armee) eingesetzt. Weitere Erkenntnisse liegen zum gegenwärtigen Zeitpunkt nicht vor.
Im Jahre 1880 war es in Chambéry stationiert.

### Erster Weltkrieg
Im Jahre 1913 gehörte die Einheit zur „12e brigade de dragons“ (12. Dragonerbrigade) in Commercy und Sézanne, die von August 1914 bis zum November 1918 Teil der „2e division de cavalerie“ (2. Kavalleriedivision) war. Die „2e division de cavalerie“ war zunächst (bis September 1914) dem „Corps de cavalerie“ (Kavalleriekorps) des Général Conneau unterstellt.
- 1914

Vom 4. bis 15. August hatte das Regiment die Aufgabe, Bewegungen von Verbänden der 1. und 2. Armee zu verschleiern, bzw. zu decken. Im Gefecht bei La Mortagne am 25. August hielten zwei Schwadronen den Wald von Lalau gegen die Vorhuten deutscher Jäger. Nach der Ersten Marneschlacht saßen die Dragoner ab und kämpften als Infanteristen weiter. Auf Befehl des Regimentskommandeurs, Colonel Dolfus, besetzten die Dragoner am 2. November die Dörfer Chazelles und Gondrexon sowie zehn Tage später Saint-Sauveur und Val-et-Chatillon.
- 1915

Stellungskämpfe in Lothringen.
- 1916

Bis Juni Stellungskämpfe im Elsass
Schlacht an der Somme östlich von Amiens. Vorübergehend beritten gemacht, sollten die Dragoner den erwarteten Durchbruch ausweiten. Nachdem dieser Durchbruch nicht gelang, kehrten sie in die Schützengräben zurück.
November 1916 bis
- Januar 1917

Stellungskämpfe bei Soissons. Anfang März verlegte das Regiment zur Erholung nach Mailly. Ab 17. April Einsatz in der Schlacht an der Aisne. Die Einheit besetzte dann den Frontsektor von Ludes, östlich von Reims. Ab Juni und im September führte sie Sicherungsaufgaben im engeren Umkreis um Paris durch.
- 1918

Februar 1918: Sicherungsaufgaben in Valence und dann in Saint-Étienne.
Nach der Deutschen Frühjahrsoffensive wurde das Regiment wieder beritten gemacht und in Flandern eingesetzt. Beim Kampf um Locre vom 26. bis 29. April 1918, verlor es 80 % des Personals an Gefallenen, Verwundeten und Gefangenen. Dafür wurde es im Armeebefehl lobend erwähnt. Nach einem Marsch über 200 Kilometer zur Ourcq und der Einnahme von Montmarlet und Montemafroy erhielt der Verband die zweite Erwähnung im Armeebefehl und die Fourragère in den Farben des Croix de guerre 1914–1918.

### Zwischenkriegszeit
Von 1918 bis 1923 war das Regiment in Castres (Tarn) stationiert und zog dann nach Carcassonne um, wo es 1926 aufgelöst wurde. 1929 erfolgte in Trier eine Wiederaufstellung als „4e bataillon de dragons portés“. Es war Teil der „4e groupe de chasseurs cyclistes“. Trotz des irreführenden Namens war der Verband nicht mit Fahrrädern, sondern mit Halbkettenfahrzeugen vom Typ „Autochenille Citroën-Kegresse C6 P. 14“, leichten Radpanzern AMR und Beiwagen-Motorrädern ausgestattet. 1935 war der Verband zum Regiment verstärkt worden und lag als „4e régiment de dragons portés“ in Verdun in Garnison.

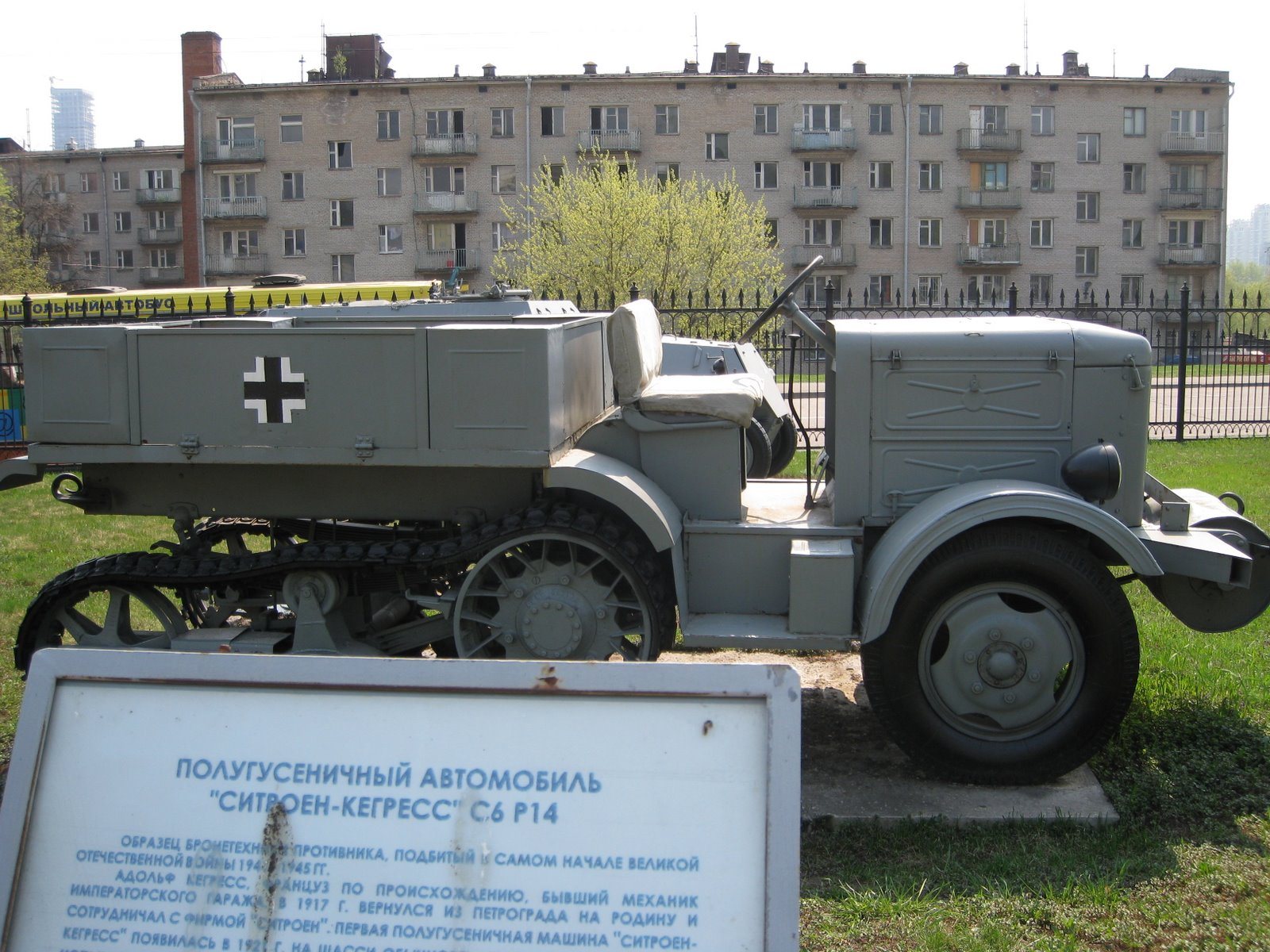
Autochenille Citroën-Kegresse C6 P. 14

### Zweiter Weltkrieg

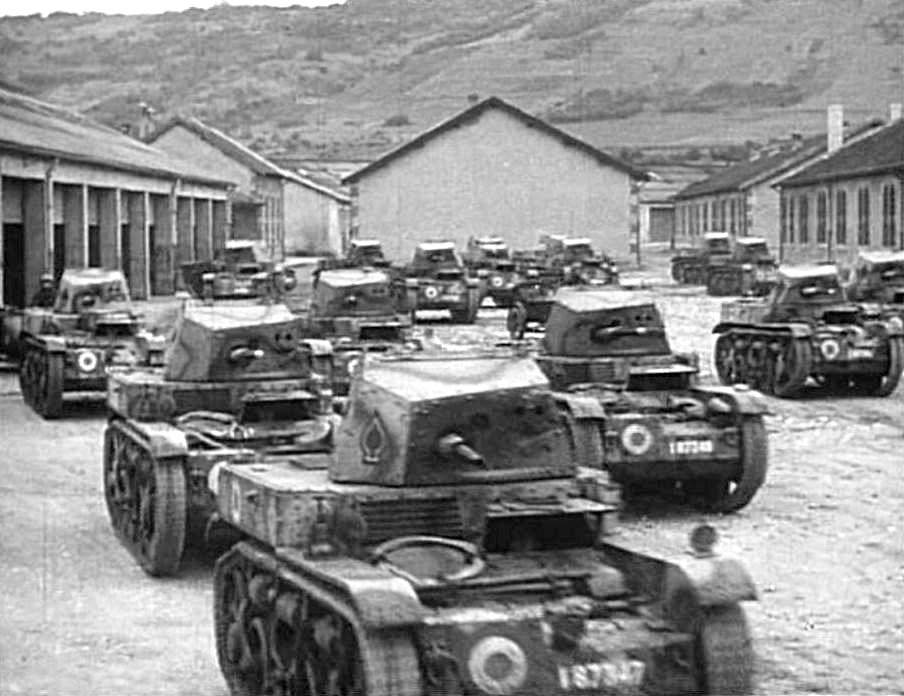
Leichte Panzer AMR 35

Der Verband war inzwischen mit dem leichten Panzer AMR 35 ausgestattet worden.
Am 10. Mai 1940 wurde das Regiment, zusammen mit den Resten der „1e division légère mécanique“ (1. Leichte-Mechanisierte-Division) nach den Niederlanden in die Region Tilburg verlegt. Nach zwei Tagen schwerer Kämpfe wich das Regiment zunächst auf eine Linie südlich des Albert-Kanals aus, um dann wieder nach Frankreich zu verlegen. Während der anschließenden Abwehrkämpfe wurde es zerschlagen und am 8. Juli 1940 für aufgelöst erklärt. Es hatte für seine Einsätze eine lobende Erwähnung im Armeebefehl erhalten.

### Seit 1947
Im Februar 1947 wurde der Verband als „4e bataillon de dragons portés“ aufgestellt und nach Tonkin verlegt, wo er am 25. März des gleichen Jahres eintraf. Am 1. November 1948 erfolgte die Umbenennung in „4e régiment de dragons portés“, der am 16. Februar 1950 die erneute Umbenennung in „4e régiment de dragons“ folgte. Am 30. Juni 1954 wurde es nach siebenjährigem Einsatz in Indochina aufgelöst. Das Regiment wurde zweimal im Bericht des Armeekorps lobend erwähnt und erhielt das Recht, die Beschriftung „Indochine 1947-1954“ auf der Standarte anzubringen. Das „4e régiment de dragons“ wurde dann am 15. November 1955 als Teil der „5e division blindée“ (5. Panzerdivision) in Deutschland wieder aufgestellt, um nach Algerien zur „19e division d'infanterie“ (19. Infanteriedivision) verlegt zu werden.
Nach sieben Jahren Dienst in Algerien erfolgte am 1. Juni 1962 die erneute Auflösung, Das Personal verließ Algier am 19. Juni. Am 28. April 1968 erfolgte eine erneute Wiederaufstellung in Olivet, dabei wurden zwei Schwadronen mit dem Jagdpanzer AMX-13 und zwei Kompanien mit VTT (Véhicule de transport de troupes – Mannschaftstransportfahrzeug) ausgerüstet.
Am 30. Juni 1979 erfolgte die Auflösung mit der Wiederaufstellung am 1. September des gleichen Jahres in Mourmelon. Ausgestattet wurde es mit 54 Kampfpanzern AMX-30, die bald darauf durch das Modell AMX-30 B2 ersetzt wurden. Die 1. Schwadron war von Januar bis Juni 1984 mit Personal bei der „Operation Manta“ im Tschad im Einsatz. Inzwischen gab es im Regiment keine Wehrpflichtigen mehr. Das 4. Dragoner-Regiment war das schwere Regiment der Arme blindée et cavalerie in der „Division Daguet“ im Zweiten Golfkrieg. Es nahm am 24. – 26. Februar 1991, zusammen mit dem „3e régiment d'infanterie de marine“ (3. Marineinfanterieregiment) am Angriff auf die Stadt As Salman teil. Es wurde im Armeebericht lobend erwähnt und erhielt das Recht das „croix de guerre des Théâtres d’opérations extérieurs“ (Croix de guerre für überseeische Kriegsschauplätze) mit einem Palmenzweig zu tragen.
Im September 1992 war das Regiment Teil der UN-Schutztruppe (FORPRONU) in Kroatien.
1994 aufgelöst, wurde die Standarte des Regiments am 28. Juni 2006 an das „Centre d’entraînement au combat – CENTAC“ (Kampftruppenschule) in Mailly übergeben.
2009 erfolgte die Wiederaufstellung, es trat an die Stelle des aufgelösten „1-11e régiment de cuirassiers“  (1.–11. Kürassierregiment) in Carpiagne und übernahm dessen chars Leclerc. Eine Abteilung war in den Libanon kommandiert und dort Teil der UN-Schutztruppe (FINUL)
Am 1. Juli 2014 wurde das Regiment aufgelöst.

## Aktiv

### Unterstellung
Das Regiment unterstand zuletzt der 7e brigade blindée (7. Panzerbrigade).

### Zusammensetzung
- Vier Panzerschwadronen, ausgerüstet mit dem Kampfpanzer Leclerc :
- Eine Stabs- und Versorgungsschwadron
- Eine Reserveschwadron

### Letzte Einsätze
Im Jahr 2009 waren 70 % des Regiments im Libanon, im Kosovo, in Senegal und in Afghanistan eingesetzt. Ein wichtiger Teil der Aufgaben ist auch die Terrorismusbekämpfung, zu der das Regiment Personal in Paris, Strasbourg und Marseille abstellt.

## Standarte
In goldenen Lettern sind auf der Standarte die herausragenden Schlachten und Feldzüge aufgeführt, an denen das Regiment teilgenommen hat:
- Valmy 1792
- Eylau 1807
- Badajoz 1811
- Nangis 1814
- La Mortagne 1914
- L'Avre 1918
- Flandres 1918
- L'Aisne 1918
- Indochine 1947–1954
- AFN [Afrique française du Nord] 1952–1962
- Koweït 1990–1991

### Internes Verbandsabzeichen
Bis 1961 führte das Regiment ein Abzeichen mit der Abbildung eines Ardenner Wilddschweins (Sanglier des Ardennes)
Seit 1968 wird als Abzeichen das Wappen des Jacques-François de Choiseul, marquis de Beaupré (1633–1686), verwendet, der das Regiment 1667 begründete: Azurblauer Schild, von einem goldenen Kreuz in vier Felder und mit zweimal fünf und zweimal vier goldenen Tafeln geteilt, gekrönt von einem Dragonerhelm des Empire mit weißem Federbusch. Am Fuß das Devisenband mit der Inschrift „Je boute avant“.

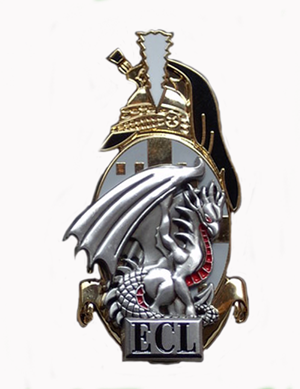
Abzeichen der Stabs- und Versorgungsschwadron
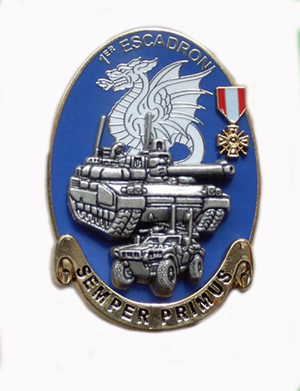
Abzeichen der 1. Schwadron
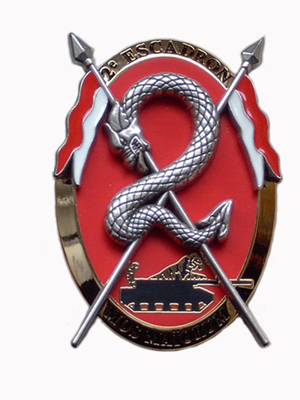
Abzeichen der 2. Schwadron

### Devise
« Je boute avant » (Ich dränge vorwärts) ist die Devise des Regiments, seit es 1935 in Verdun stationiert war.
Die frühere Devise ist in einer Publikation von 1756 überliefert: Spes altera Martis, eine weitere Hoffnung des Kriegsgottes. Die schon damals und bis heute in manchen Veröffentlichungen präsentierte Schreibweise Spes altera metis ist offensichtlich falsch. Sie ergibt keinen Sinn und lässt sich auch nicht, wie es „inoffiziell“ versucht wurde, als « L'autre espoir de l'âme », Eine weitere Hoffnung der Seele, übersetzen. Dasselbe gilt für die Schreibweise Spes altera mertis aus einer Publikation von 1740.

## Ehemalige Uniformen

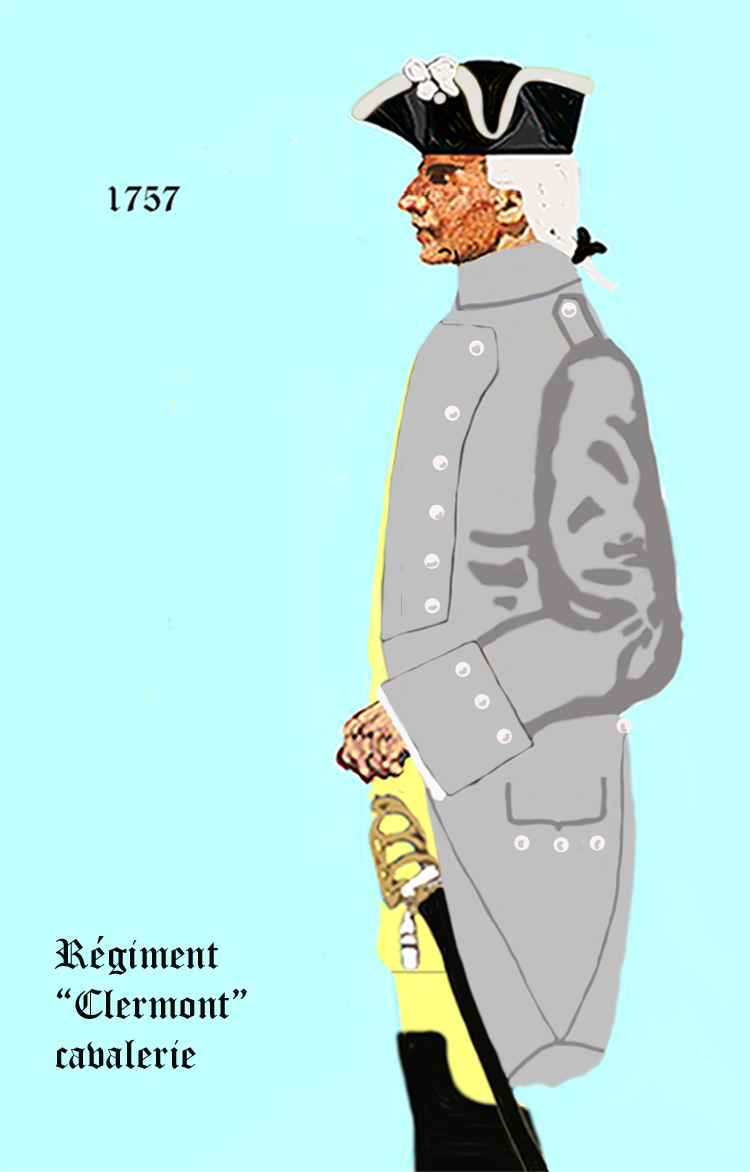
1757 als Clermont cavalerie
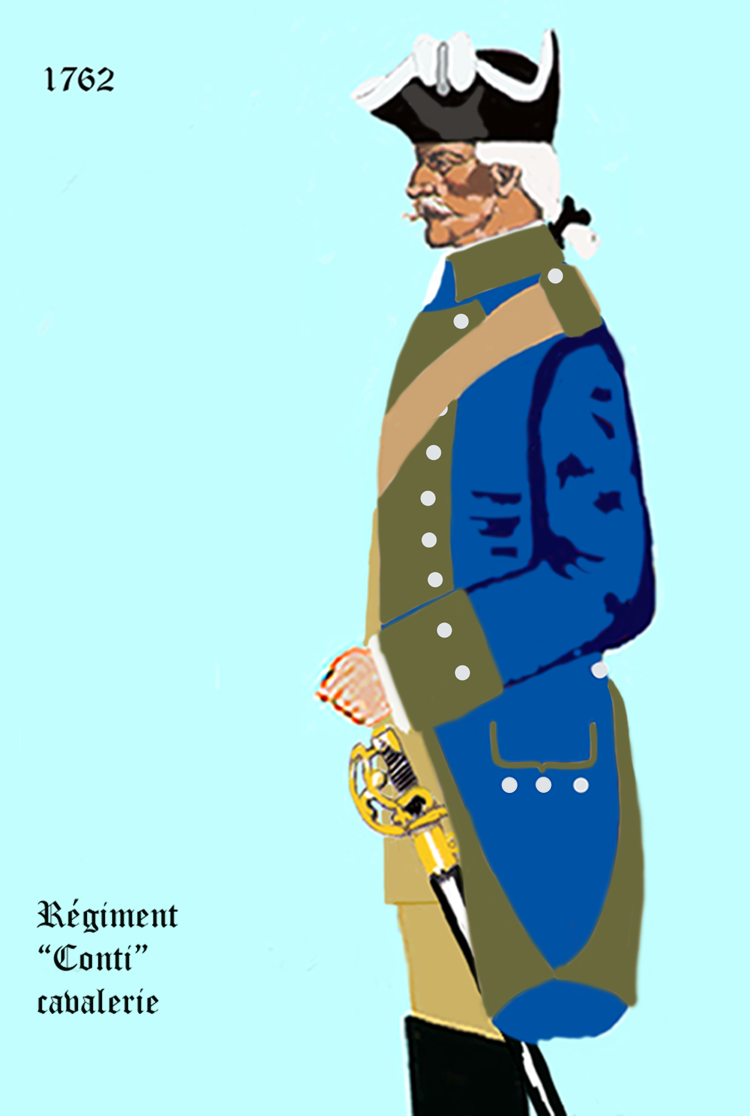
1762 als Conti cavalerie
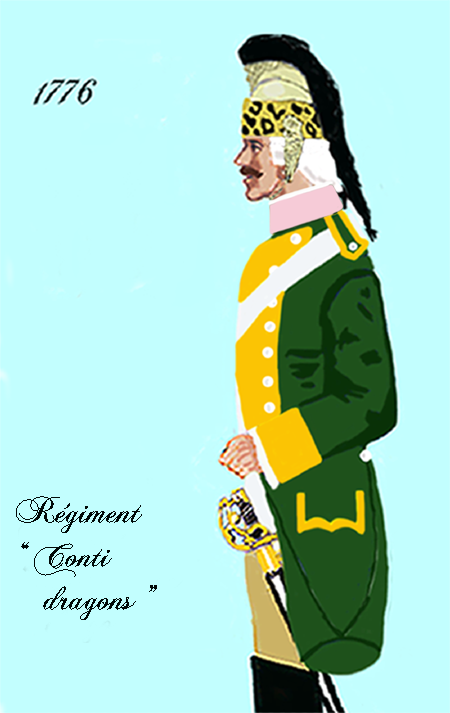
1776 als Conti dragons
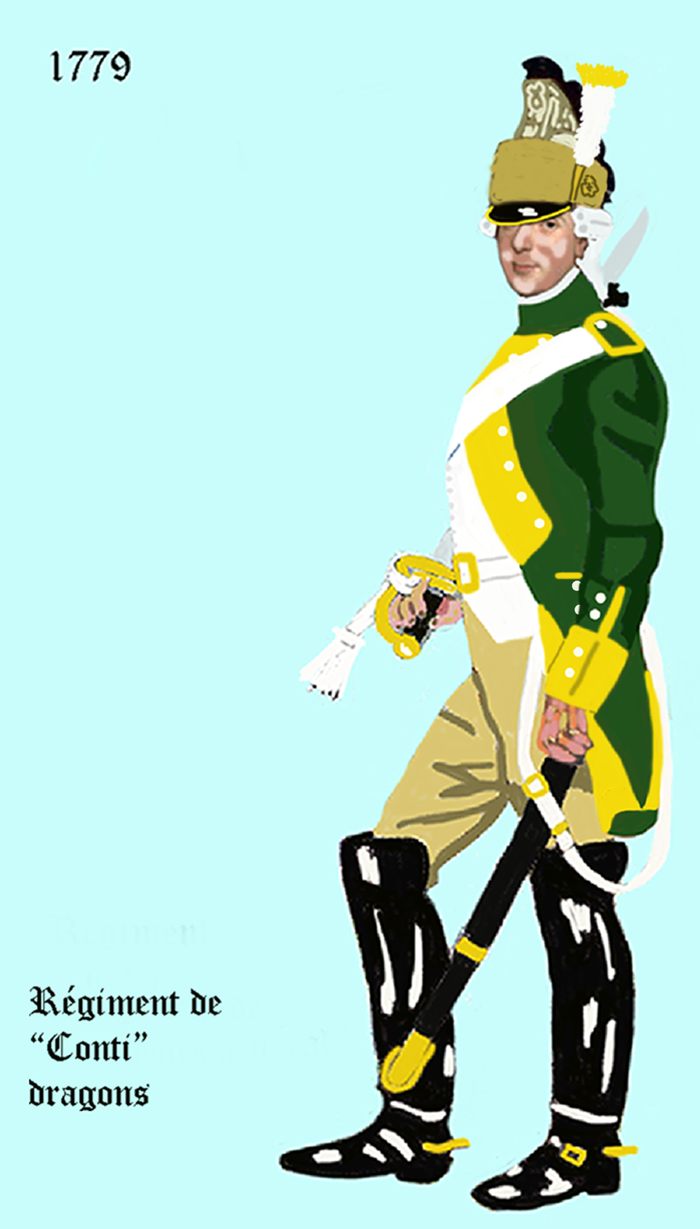
1779 als Conti dragons
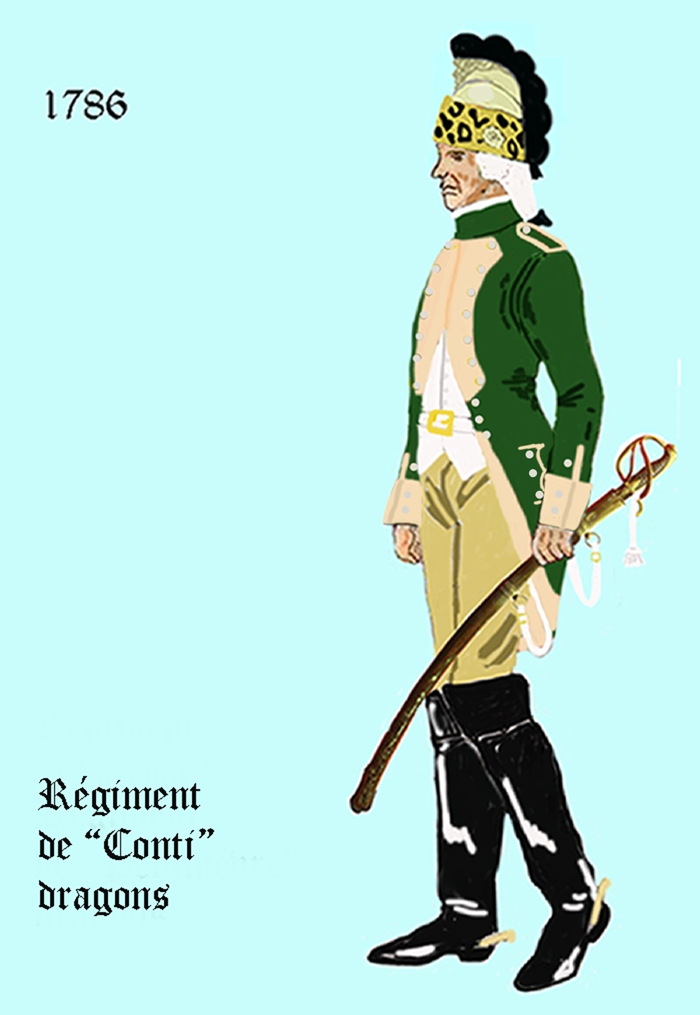
1786 als Conti dragons
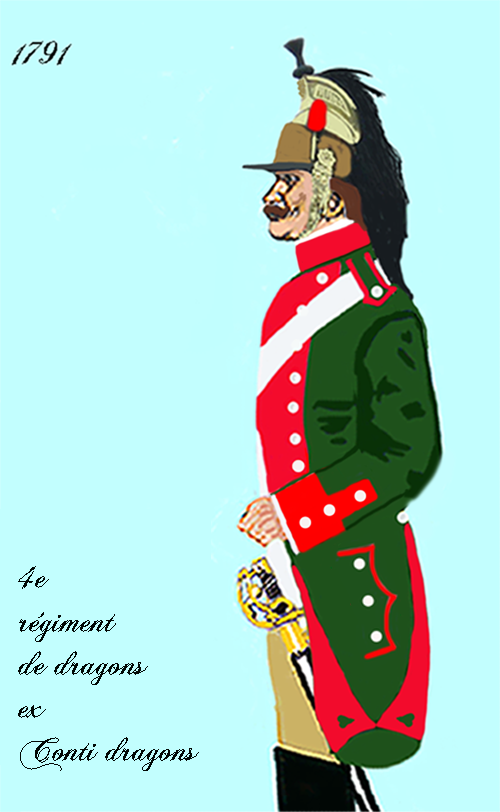
1791 als 4e dragons

## Bekannte Angehörige des Regiments
- Général Maxime Weygand, 1888 als Lieutenant